# 케이온!! 라이브 이벤트 ~Come with Me!!~
케이온!! 라이브 이벤트 ~Come with Me!!~는 2011년 2월 20일에 개최된 TV 애니메이션 《케이온!!》의 라이브 이벤트이다.

## 개요
2011년 2월 20일에 사이타마 슈퍼 아레나에서 펼쳐진 라이브 이벤트.
2010년 10월 25일에 라이브의 개최가 발표되었으며, 같은 해 11월 26일에 일시와 개최 장소가 정식 발표되었다.

## 출연자
성우
- 토요사키 아키 (히라사와 유이 역)
- 히카사 요코 (아키야마 미오 역)
- 사토 사토미 (타이나카 리츠 역)
- 코토부키 미나코 (코토부키 츠무기 역)
- 타케타츠 아야나 (나카노 아즈사 역)
- 사나다 아사미 (야마나카 사와코 역)
- 요네자와 마도카 (히라사와 우이 역)
- 후지토 치카 (마나베 노도카 역)
- 나가타 요리코 (스즈키 준 역)
- 아사카와 유 (카와구치 노리미 역)

## 같이 보기
- 케이온!!